# C. Ramchandra
C. Ramchandra (bürgerlicher Name: Ramchandra Narhar Chitalkar; Marathi: रामचंद्र नरहर चितळकर, Rāmacandra Narahar Citaḷakar; सी.रामचंद्र, Si. Rāmacandra; * 12. Januar 1918 in Puntamba, Bombay; † 5. Januar 1982 in Bombay, Maharashtra) war ein indischer Filmkomponist, Sänger und Schauspieler. Als Komponist benutzte er meist den Namen C. Ramchandra, aber auch Annasaheb und Ram Chitalkar; als Sänger und Schauspieler trat er unter dem Namen R. N. Chitalkar auf.

## Leben
Ramchandra wurde als Sohn eines Eisenbahnarbeiters im Dorf Punatambe geboren. Er studierte Musik und trat nebenher als Filmdarsteller auf. Seine erste Rolle hatte er 1935 in Y. V. Raos Naganand, danach spielte er kleine Rollen bei Sohrab Modis Filmgesellschaft Minerva Movietone. Dort begleitete er die Komponisten Bundu Khan und Habib Khan auf dem Harmonium. Seine ersten Arbeiten als Filmkomponist entstanden zu Master Bhagwans tamilischen Filmen Jayakkodi (1939) und Vanamohini (1941). Mit den Filmen dieses Regisseurs von Sukhi Jeevan (1942) bis Albela (951) hatte Ramchandra besonderen Erfolg. In den späten 1940er und frühen 1950er Jahren war C. Ramchandra für die Filmgesellschaft Filmistan tätig und schrieb unter anderen erfolgreiche Lieder für P. L. Santoshis Shehnai (1947), Ramesh Saigals Samadhi (1950) und insbesondere Nandlal Jaswantlals Anarkali (1953). Eine enge Zusammenarbeit verband ihn dabei auch mit dem Liedtexter Rajendra Krishan.
Er gehörte zu den ersten indischen Filmkomponisten die Instrumentierungen westlicher Musik in ihre Kompositionen einfließen ließen. Unter dem Jazz-Einfluss von Benny Goodman kombinierte Ramchandra Alt-Saxophon mit Gitarre und Harmonika. Er benutzte Bongos, Oboe, Trompete und Klarinette in seiner von Lata Mangeshkar gesungenen Komposition „Shola Jo Bhadke“ aus dem Film Albela. Im Duett mit Lata Mangeshkar sang er seinen mit Rock-Rhythmen unterlegten Titelsong des Films Shin Shinaki Boobla Boo (1952). Bei dem bekannten Lied „Ina Mina Dika“ aus dem Film Aasha (1957), interpretiert von Kishore Kumar und Asha Bhosle, verwendete er Scat-Gesang und Swing.
C. Ramchandra trat 1953 als Produzent von drei Filmen in Erscheinung. Er arbeitete für den marathischen, Hindi-, Telugu-, tamilischen und Bhojpuri-Film. Nach einer Flaute-Periode in den 1960er Jahren gab er seiner Karriere als Komponist, Produzent und Schauspieler des marathischen Films Dhananjay (1966) neuen Auftrieb. Er schrieb seine Autobiografie 1977 und beendete seine Arbeit als Filmkomponist für N. T. Rama Raos Telugu-Film Akbar Saleem Anarkali (1978), mit dem er noch einmal Bezug auf seine 25 Jahre zuvor entstandenen Werke des Films Anarkali nahm.
1956 und 1958 war C. Ramchandra für einen Filmfare Award der Kategorie Beste Musik nominiert. Er starb an einem Magengeschwür am 5. Januar 1982 im Breach Candy Hospital in Bombay.

## Filmografie
| Komponist - 1939: Jayakkodi - 1941: Vanamohini - 1941: Narad Naradi - 1942: Sukhi Jeevan - 1942: Hanso Hanso Ai Duniya Walon - 1943: Badla - 1943: Bhakta Raaj - 1943: Mr. Jhatpat - 1943: Muskurahat - 1943: Zabaan - 1944: Bahadur - 1944: Dil Ki Baat - 1944: Lalkaar - 1944: Manorama - 1944: Lal Haveli - 1944: Raunaq - 1945: Naghma-e-Sahra - 1945: Sawan - 1945: Samrat Chandragupta - 1946: Bachchon Ka Khel - 1946: Dosti - 1946: Safar - 1947: Ahimsa - 1947: Bahadur Pratap - 1947: Leela - 1947: Madadgaar - 1947: Matwale - 1947: Saajan - 1947: Shadi Se Pehle - 1947: Shehnai - 1947: Chul Ani Mul - 1948: Jalan - 1948: Khidki - 1948: Lalach - 1948: Matlabi - 1948: Mera Munna - 1948: Nadiya Ke Paar - 1948: Tumhari Kasam - 1948: Yeh Hai Duniya - 1949: Bachke Rehna - 1949: Bhedi Bungla - 1949: Bhole Bhale - 1949: Duniya - 1949: Girls’ School - 1949: Jigar - 1949: Namuna - 1949: Patanga - 1949: Roshni - 1949: Sanwaria - 1949: Sipahiya | - 1950: Babuji - 1950: Baksheesh - 1950: Nirala - 1950: Rupaiya - 1950: Samadhi - 1950: Sangeeta - 1950: Sangram - 1950: Sargam - 1951: Albela - 1951: Khazana - 1951: Sagaai - 1951: Saudagar - 1951: Shabistan - 1951: Ustad Pedro - 1952: Chhatrapati Shivaji - 1952: Ghunghroo - 1952: Hangama - 1952: Parchhain - 1952: Saaqi - 1952: Shin Shinaki Boobla Boo - 1952: Zamindar - 1953: Anarkali - 1953: Jhamela - 1953: Jhanjhar - 1953: Ladki - 1953: Lahren - 1953: Shagufa - 1954: Kalakar - 1954: Suhagan - 1954: Savdhan - 1954: Kavi - 1954: Meenar - 1954: Nastik - 1954: Pehli Jhalak - 1954: Subah Ka Tara | - 1955: Azad - 1955: Baap Re Baap - 1955: Duniya Gol Hai - 1955: Insaniyat - 1955: Lutera - 1955: Tirandaz - 1955: Yasmin - 1956: Twenty-Sixth January - 1956: Devta - 1956: Shatranj - 1957: Aasha - 1957: Baarish - 1957: Naushervan-e-Adil - 1957: Sharada - 1957: Talash - 1958: Amar Deep - 1958: Karigar - 1958: Raj Tilak - 1958: Talaq - 1959: Navrang - 1959: Paigham - 1960: Aanchal - 1960: Sarhad - 1961: Amar Rahe Ye Pyar - 1961: Stree - 1963: Bahurani - 1964: Sant Nivrutti Dnyandev - 1964: Daal Mein Kala - 1964: Veer Bhimsen - 1965: Hum Diwane - 1965: Sher Dil - 1965: Zindagi Aur Maut - 1966: Dhananjay - 1966: Labela - 1966: Tasveer - 1967: Wahan Ke Log - 1968: Balaram Shri Krishna - 1968: Dharmapatni - 1968: Payal Ki Jhankar - 1970: Rootha Na Karo - 1970: Gharkul - 1971: Patondru Ketten - 1971: Tulsi Vivah - 1973: Nijam Cheppithe Nammaru - 1978: Toofani Takkar - 1978: Akbar Saleem Anarkali | Schauspieler - 1935: Naganand - 1936: Saeed-e-Havas - 1937: Atma Tarang - 1947: Chul Ani Mul - 1966: Dhananjay - 1968: Dharmapatni |